# Mercurialis paxii
Mercurialis paxii là một loài thực vật có hoa trong họ Đại kích. Loài này được Graebn. mô tả khoa học đầu tiên năm 1917.